# Indische borstelrat
De Indische borstelrat (Bandicota indica) is een knaagdier uit het geslacht Bandicota dat voorkomt van India en Sri Lanka tot Zuid-China, Taiwan, Thailand, Java en het schiereiland Malakka. De populaties op Java en Malakka zijn waarschijnlijk geïntroduceerd, die op Taiwan mogelijk ook.
B. indica is met afstand de grootste soort van het geslacht. De rug is bijna zwart, de flanken zijn iets lichter. De buik is donker bruingrijs. De staart is korter dan de kop-romp, maar relatief veel langer dan die van de beide andere soorten. De voeten zijn lang en donker. Net als bij B. savilei hebben vrouwtjes een pectoraal, twee postaxillariële, een abdominaal en twee inguïnale paren mammae. De kop-romplengte bedraagt 188 tot 328 mm, de staartlengte 190 tot 280 mm, de achtervoetlengte 46 tot 60 mm en de oorlengte 25 tot 33 mm.